# رعنا فروهر
رعنا فروهر روزنامه‌نگار آمریکایی است. وی هم‌اکنون دستیار مدیر مسئول مجله تایم است. وی سابقاً در نیوزویک، فوربس کار کرده‌است و هم‌اکنون با دیلی بیست و ام‌اس‌ان‌بی‌سی و سی‌ان‌ان نیز همکاری دارد.